# Vytautas Kernagis
Vytautas Kernagis (ur. 19 maja 1951 w Wilnie, zm. 15 marca 2008) – litewski piosenkarz, autor tekstów, prezenter telewizyjny i aktor.

## Życiorys
Studiował aktorstwo w Litewskiej Akademii Muzyki i Teatru. Jako aktor wystąpił m.in. w filmach Algirdasa Araminasa Kai aš mažas buvau (1968) i Mała spowiedź (1971). Grał w litewskich zespołach bigbitowych – Aisčiai (1966–1968) i Rupūs miltai (1969–1972). Później zajął się głównie tworzeniem i wykonywaniem utworów poezji śpiewanej, będąc jednym z jej prekursorów na Litwie, zyskując miano barda. Autor około 200 piosenek, indywidualnie i wraz z zespołami wydał 20 płyt (m.in. Baltojo Nieko dainelės, Akustinis, Kabaretas „Tarp girnų”, Abėcėlė, Baltas paukštis, Dainos teatras). W niepodległej Litwie był także prezenterem teleturniejów, programów muzycznych i programów typu reality show na antenach LTV, TV3 i LNK.
Wyróżniony m.in. Narodową Nagrodą w Dziedzinie Kultury i Sztuki oraz Orderem Wielkiego Księcia Giedymina IV klasy. Zmarł na raka żołądka. Był ojcem Vytautasa Kernagisa, działacza społecznego i polityka.